# Liolaemus poconchilensis
Liolaemus poconchilensis — вид ігуаноподібних ящірок родини Liolaemidae. Мешкає в Перу і Чилі.

## Поширення і екологія
Liolaemus poconchilensis мешкають на півночі Чилі, в провінції Арика в регіоні Арика-і-Паринакота, а також були зафіксовані на крайньому півдні Перу, в регіоні Такна. Вони живуть в пустелі Атакама. Зустрічаються на висоті від 750 до 1150 м над рівнем моря. Живляться безхребетними.

## Збереження
МСОП класифікує цей вид як такий, що перебуває під загрозою зникнення. Liolaemus poconchilensis загрожує знищення природного середовища.